# Vera Dua
Pour les articles homonymes, voir Dua.
Vera Dua, née le 25 octobre 1952 à Gand, est une femme politique belge, membre du parti écologiste Groen! et députée au Parlement flamand. Elle fut ministre flamande de l'Environnement et de l'Agriculture.

## Études et carrière professionnelle
Après un doctorat en agronomie, Vera Dua devint durant les années 1980 collaboratrice scientifique à l'Université de Gand. Elle exerça ensuite des fonctions au sein de l'Aminal (Administratie voor milieu, natuur-, land- en waterbeheer), l'ancienne administration flamande pour la gestion de l'environnement, de la nature, de la campagne et de l'eau.

## Engagement et carrière politique
Vera Dua s'engagea dans le parti écologiste Agalev en 1984. En 1989, elle obtint un siège de conseillère communale à Gand, puis fut élue deux ans plus tard à la Chambre des représentants.
Elle devint en 1995 députée au Parlement flamand. Elle s'y opposa au ministre de l'environnement de l'époque, Theo Kelchtermans (CVP). Elle succéda à ce dernier en 1999, obtenant en sus le portefeuille de l'Agriculture. Elle y promut l'extension des réserves naturelles et la limitation de l'épendage du lisier, rencontrant à ce sujet l'opposition des agriculteurs. C'est sous sa signature que le gouvernement flamand instaura le test de santé pour les nouveau-nés.
Après la chute d'Agalev aux élections fédérales du 18 mai 2003, elle quitta le gouvernement et revint siéger au Parlement flamand de 2004 à 2009.
Elle devint chevalier de l'Ordre de Léopold (2004).
Quelques mois plus tard, elle fut élue présidente du nouveau parti Groen! qui succède à Agalev. Elle conserva cette présidence jusqu'au mois de novembre 2007, durant lequel lui succéda Mieke Vogels.

## Distinctions
- Chevalier de l'ordre de Léopold